# فاشیسم سرخ
فاشیسم سرخ عبارتی است که استالینیسم و مائوئیسم، و همچنین انواع مارکسیسم–لنینیسم را با فاشیسم یکی می‌داند. اتهاماتی مبنی بر اینکه رهبران اتحاد جماهیر شوروی در دوران استالین به عنوان «فاشیست سرخ» عمل می‌کردند، معمولاً توسط آنارشیست‌ها، کمونیست‌های چپ، سوسیال دموکرات‌ها و دیگر سوسیالیست‌های دموکرات و همچنین لیبرال‌ها و در میان محافل راست‌گرا بیان می‌شد.

## بررسی اجمالی
در طول تاریخ مکاتبی همچون کمونیسم و استالینیسم توسط اشخاصی بارها با عناوینی همچون فاشیسم قرمز و نازیسم لاک قرمز شناخته شده‌اند؛ و بر همین اساس نیز مکاتبی همچون نازیسم و هیتلریسم به وسیله برخی از افراد با نام های کمونیسم قهوه‌ای و بلشویسم قهوه‌ای استفاده گردیده‌اند.
احتمالاً این آنارشیست‌ها بودند؛ نه راست‌ها که اصطلاح «فاشیسم سرخ» را برای نخستین بار ابداع کردند. استفاده از اصطلاح «فاشیست سرخ» یا «فاشیست قرمز» برای اولین‌بار در اوایل دهه ۱۹۲۰، پس از انقلاب روسیه و راهپیمایی رم، ثبت شد. در نیمه اول قرن بیستم، تعدادی از سوسیالیست‌ها در ایالات متحده بر این عقیده بودند که دولت شوروی در حال تبدیل شدن به یک دولت فاشیستی قرمز است. یکی از این رهبران، نورمن توماس (که بارها با پرچم حزب سوسیالیست آمریکا نامزد ریاست جمهوری شد)، اتحاد جماهیر شوروی را در دهه ۱۹۴۰ متهم به فروپاشی در فاشیسم سرخ کرد و نوشت: "این منطق تمامیت‌خواهی است"، یعنی "کمونیسم، در ابتدا هر چه بود، امروز فاشیسم سرخ است ". برونو ریزی، مارکسیست ایتالیایی و بنیانگذار حزب کمونیست ایتالیا، در اوایل سال ۱۹۳۸ ادعا کرد که "استالینیسم [روندی واپس گرا را در پیش گرفت و گونه ای از فاشیسم قرمز را ایجاد کرد که در ویژگی‌های روبنایی و رقصی آن [با مدل فاشیستی آن] یکسان بود.]".

بسیاری از ناظران تفاوت های ادعایی بین نازیسم و استالینیسم را زیر سؤال بردند و استدلال کردند که هر دو اساساً سیستم های تمامیت خواه هستند.

بسیاری از چپ‌ها در دهه‌های ۱۹۳۰ و ۱۹۴۰ از اتحاد جماهیر شوروی سرخورده و بیگانه شده و آن را به دلیل اقتدارگرایی سفت و سخت محکوم کردند. اتو روله، کمونیست چپ آلمانی، نوشت که «مبارزه با فاشیسم باید با مبارزه با بلشویسم آغاز شود»، و با اشاره به تأثیر احتمالی دولت لنینیستی بر دولتهای فاشیستی با الگو قرار دادن آن. در سال ۱۹۳۹، روله بیشتر اظهار داشت:
روسیه نمونه‌ای برای فاشیسم نیز بود. کمونیست‌های حزبی چه بخواهند و چه نخواهند، این واقعیت باقی می‌ماند که نظم و حاکمیت دولتی در روسیه با ایتالیا و آلمان قابل تشخیص نیست. در اصل آنها شبیه هم هستند. ممکن است از «دولت شوروی» قرمز، سیاه یا قهوه‌ای و همچنین از فاشیسم سرخ، سیاه یا قهوه‌ای صحبت شود.
به همین ترتیب، ولین آنارشیست تبعیدی روسیه، که دولت شوروی را تمامیت‌خواه و «نمونه ای از سرمایه‌داری یکپارچه دولتی» می‌دانست، از واژه «فاشیسم قرمز» برای توصیف آن استفاده کرد.

کورت شوماخر که در اردوگاه‌های کار اجباری نازی‌ها زندانی بود، اما از جنگ جهانی دوم جان سالم به در برد و به اولین رهبر اپوزیسیون حزب سوسیال دموکرات آلمان پس از جنگ در آلمان غربی تبدیل شد، کمونیست‌های طرفدار شوروی را "فاشیست‌های قرمز رنگ" یا "نازی‌های لاک قرمز" توصیف کرد.
نیویورک تایمز در سرمقاله ۱۸ سپتامبر ۱۹۳۹ امضت پیمان مولوتوف-ریبنتروپ واکنش نشان داد و اعلام کرد که «هیتلریسم کمونیسم قهوه ای استالینیسم فاشیسم قرمز است». سرمقاله در ادامه اظهار داشت:
اکنون جهان متوجه خواهد شد که تنها مسئله واقعی «ایدئولوژیک» بین دموکراسی، آزادی و صلح از یک سو و استبداد، ترور و جنگ از سوی دیگر است.
در اوت ۱۹۴۰، لئون تروتسکی اعلام کرد که استالین و پیمان مولوتف -ریبنتروپ اتحاد جماهیر شوروی را به «ماهواره برلین و روم» تبدیل کرده‌اند و «استالین نقش یک عامل تحریک کننده را در خدمت هیتلر بازی می‌کرد.»
در دوره‌ای که پیمان مولوتف -ریبنتروپ در حال اجرا بود، بنیتو موسولینی استالینیسم را به مثابه تغییر بلشویسم شوروی به فاشیسم اسلاوی مثبت ارزیابی کرد. با وجود تفاوت‌های ایدئولوژیکی، آدولف هیتلر استالین و سیاست او را تحسین می‌کرد و معتقد بود که استالین در واقع بلشویسم شوروی را به نوعی نازیسم تبدیل می‌کند. پس از مخالفت در بیشتر دهه ۱۹۳۰، اتحاد جماهیر شوروی و آلمان نازی پیمان مولوتف-ریبنتروپ را در سال ۱۹۳۹ امضا کردند و در دو سال اول جنگ جهانی دوم همچنان در خط باقی ماندند، تا اینکه آدولف هیتلر با حمله به اتحاد جماهیر شوروی در ۱۹۴۱ آن را شکست.
فیلسوف و روزنامه‌نگار، فرانسوی برنارد هنری لوی از این اصطلاح استفاده کرده استدلال می‌کند که برخی از روشنفکران اروپایی شیفته نظریه‌های ضدروشنگری شده‌اند و از ایدئولوژی مطلق‌گرای جدید استقبال کرده‌اند، ایده ای که ضد لیبرال، ضد آمریکا، ضد امپریالیسم، یهودستیز و طرفدار اسلام فاشیست.